# Торпедо (футбольный клуб, Кутаиси)
«Торпедо» (груз. ტორპედო ქუთაისი) — грузинский футбольный клуб из Кутаиси, второй по величине клуб Грузии. Основан в 1946 году. Домашние матчи проводит на стадионе «Рамаз Шенгелия» общей вместимостью 14 700 зрителей. После тбилисского «Динамо» является вторым клубом Грузии по числу завоеванных трофеев в чемпионате и кубке Грузии.

## История клуба
Футбольный клуб «Торпедо» был основан в 1946 году на базе Кутаисского автомобильного завода. В 1949 году клуб впервые в своей истории стал победителем чемпионата Грузинской ССР.
Первоначально команда называлась «Динамо», однако со временем клуб получил название «Локомотив». В 1959 году в Кутаиси произошло объединение двух футбольных коллективов города: «Торпедо» и «Локомотив». Новой футбольной команде было присвоено название «Торпедо». В 1961 году «Торпедо» впервые в своей истории стало победителем группы «Б» союзного первенства; команда поднялась в высшую лигу. В 1962 году клуб дебютировал в группе «А».
В 1960-е годы команда выступала с переменным успехом, в основном находилась в середине турнирной таблицы, однако не вылетала ни разу. Тем не менее, по итогам сезона 1970 года «Торпедо» все же покинуло высшую лигу чемпионата СССР.
В 1963 году вратарь «Торпедо» Рамаз Урушадзе вошёл в список 33 лучших игроков сезона под № 2. В 1973—76 годах за клуб играл Рамаз Шенгелия, впоследствии, уже в составе «Динамо» (Тбилиси), дважды признававшийся лучшим футболистом СССР. В его честь назван домашний стадион клуба, на котором «Торпедо» принимает матчи национального первенства.
По числу воспитанников клуба, выступавших на высшем уровне советского футбола, «Торпедо» является рекордсменом клубного футбола Грузии и уступает только клубу «Динамо» (Тбилиси).
Десять лет, в период с 1971 по 1981 годы «Торпедо» являлось участником первой лиги СССР. В сезоне 1981 года клуб занял второе место, уступив первенство харьковскому «Металлисту». Чемпионат 1982 года команда «Торпедо» второй раз в истории начинала в высшей лиге и заняла 13-е место. Однако уже в чемпионате 1983 года клуб покинул высшую лигу.
В сезоне 1984 года в первой лиге «Торпедо» с первой же попытки вернулось в высшую лигу, пропустив вперед лишь воронежский «Факел». В сезоне 1985 года команда заняла 11-е место, но уже в следующем сезоне 1986 года «Торпедо» снова покинуло высшую лигу, заняв последнее место.
в высшей лиги чемпионата СССР в 438 матчах +103=129-196, мячи 391—653.
Уже в сезоне 1987 года в первой лиге команда заняла предпоследнее место и оказалась во второй лиге. В сезоне 1988 года команда за явным преимуществом выиграла первенство, на девять очков опередив ближайшего конкурента клуб «Кяпаз».
«Торпедо» является единственной грузинской командой после тбилисского «Динамо», проведшей в высшей лиге чемпионата СССР более двух сезонов.
В 1989 году команда заняла 13-е место в первой лиге.
В 1990 году, после объявления о выходе Грузии из состава СССР, последовало решение о выходе грузинских клубов из всех турниров, проводимых Федерацией футбола СССР. С этого момента «Торпедо» неизменно принимало участие в новообразованном турнире независимого грузинского первенства.
Вслед за выходом из состава СССР клуб был переименован в «Кутаиси», но через три года вернул прежнее название «Торпедо».
В первом розыгрыше чемпионата Грузии «Торпедо» не попало даже в призовую тройку. В период с 1991 по 1999 годы «Торпедо» один раз становилось серебряным призёром и дважды занимало третью строчку. Период с 1999 по 2005 год можно назвать «золотой эрой» «Торпедо» в местном первенстве. В этот период клуб выиграл пять национальных титулов: три раза подряд клуб становился чемпионом Грузии (сезоны 1999/00, 2000/01, 2001/02) и дважды завоевывал серебряные медали чемпионата (сезоны 2002/03 и 2004/05).
Ввиду утвердившейся гегемонии клуба во внутреннем чемпионате, большинство игроков в национальной сборной из чемпионата Грузии представляло «Торпедо». Кроме того, в состав тренерского штаба команды вошли такие известные в прошлом грузинские футболисты как Давид Кипиани, Джемал Херхадзе, Реваз Дзодзуашвили, Отар Габелия, Владимир Гуцаев и другие, в недалеком прошлом выступавшие за клуб. Эти знаменитые в прошлом игроки грузинского футбола значительно усилили тренерский штаб команды и позволили клубу добиться значительных успехов во внутреннем первенстве в середине 2000-х годов.
В июле 2005 года, между матчами первого квалификационного раунда Кубка УЕФА 2005/06, было объявлено, что мэрия Кутаиси и руководители клуба приняли решение о прекращении существования «Торпедо» из-за неуплаты долгов. Вместе с этим администрация города учредила новый клуб под названием «Кутаиси-Торпедо». Клуб покинули ведущие игроки, а после домашнего поражения от БАТЭ 0:1 ушёл и тренер Отар Габелия с несколькими футболистами, включая Михаила Какаладзе и Реваза Джикию. Новым тренером стал Реваз Буркадзе.
Чемпионат 2006/07 в Умаглеси лиге стал последним для клуба. Команда заняла седьмое место, но из-за огромных клубных долгов так и не смогла предоставить необходимые финансовые гарантии футбольной Федерации Грузии, из-за чего клуб был снят с розыгрыша высшей лиги.
Дебютный сезон в Первой лиге вышел неудачным: команда заняла лишь шестое место. Клубу не удалось в полной мере прийти в себя после ссылки в низший дивизион и расплатиться по долгам. Лишь на третий год пребывания в первой лиге, в сезоне 2009/10 «Торпедо» удалось выиграть турнир и вернуться в высшую лигу.
С сезона 2010/11 «Торпедо» неизменный участник высшей лиги. 22 ноября 2016 года в финале кубка «Торпедо» победило клуб «Мерани» со счетом 2:1 и стало обладателем трофея. Кубок Грузии стал первым выигранным трофеем клуба после 14-летнего перерыва.
В июне 2017 года клуб был продан на аукционе за сумму порядка $125 тыс. Владельцем стала компания International Soccer House. До этого клубом владела мэрия Кутаиси, а в 2010—2014 годах — компания Wissol.
26 ноября 2017 года «Торпедо» в заключительном туре чемпионата обыграло на выезде «Динамо» Тбилиси и впервые за 15 лет стало чемпионом страны.
Летом 2019 года команда стала испытывать финансовые трудности, в связи с чем команду покинула большая часть игроков основного состава.

## История названий
- 1946—1949 — «Динамо»
- 1949—1960 — «Локомотив»
- 1960—1990 — «Торпедо»
- 1990—1992 — «Кутаиси»
- 1992—2008 — «Торпедо»
- 2008—2010 — «Торпедо-2008»
- с 2010 — «Торпедо»

## Достижения клуба
- Умаглеси лига
  - Чемпион (4): 1999/00, 2000/01, 2001/02, 2017
  - Серебряный призёр (4): 1998/99, 2002/03, 2004/05, 2024
  - Бронзовый призёр (6): 1991, 1993/94, 2011/12, 2012/13, 2018, 2023

- Первая лига
  - Чемпион (1): 2009/10

- Кубок Давида Кипиани
  - Победитель (5): 1998/99, 2000/01, 2016 (осень), 2018, 2022
  - Финалист (5): 1999/00, 2001/02, 2003/04, 2010/11, 2017

- Суперкубок Грузии
  - Победитель (3): 2018, 2019, 2024

- Первая лига СССР
  - Чемпион (2): 1960, 1961
  - Второе место (3): 1949, 1981, 1984
  - Третье место (1): 1975

- Вторая лига
  - Чемпион (1): 1988

- Кубок президента Туркменистана
  - Победитель (1): 2002
  - Финалист (1): 2004

## Статистика выступлений (2000—2018)
| Сезон        | Ранг | Турнир        | Место | И  | В  | Н  | П  | ГЗ | ГП | РГ  | Очки | Кубок        | Исход |
| ------------ | ---- | ------------- | ----- | -- | -- | -- | -- | -- | -- | --- | ---- | ------------ | ----- |
| 2000/01      | 1    | Умаглеси лига | 1     | 32 | 20 | 8  | 4  | 48 | 14 | +34 | 68*  | Победитель   |       |
| 2001/02      | 1    | Умаглеси лига | 1     | 32 | 23 | 5  | 4  | 64 | 18 | +46 | 74*  | Финалист     |       |
| 2002/03      | 1    | Умаглеси лига | 2     | 32 | 22 | 6  | 4  | 65 | 20 | +45 | 72*  | 1/2 финала   |       |
| 2003/04      | 1    | Умаглеси лига | 7     | 32 | 15 | 6  | 11 | 46 | 38 | +8  | 51*  | Финалист     |       |
| 2004/05      | 1    | Умаглеси лига | 2     | 36 | 20 | 10 | 6  | 56 | 31 | +25 | 70   | 1/4 финала   |       |
| 2005/06      | 1    | Умаглеси лига | 12    | 30 | 8  | 6  | 16 | 28 | 42 | -14 | 30   | 1/8 финала   |       |
| 2006/07      | 1    | Умаглеси лига | 7     | 26 | 9  | 4  | 13 | 24 | 35 | -11 | 31   | 1/4 финала   |       |
| 2007/08      | 2    | Первая лига   | 6     | 27 | 11 | 6  | 10 | 38 | 31 | +7  | 39   | 4-е (группа) |       |
| 2008/09      | 2    | Первая лига   | 4     | 30 | 14 | 3  | 13 | 32 | 22 | +10 | 45   | 1/16 финала  |       |
| 2009/10      | 2    | Первая лига   | 1     | 28 | 22 | 4  | 2  | 70 | 12 | +58 | 70   | 1/8 финала   |       |
| 2010/11      | 1    | Умаглеси лига | 4     | 36 | 14 | 13 | 9  | 31 | 22 | +9  | 55   | Финалист     |       |
| 2011/12      | 1    | Умаглеси лига | 3     | 28 | 14 | 6  | 8  | 33 | 25 | +8  | 48*  | 1/4 финала   |       |
| 2012/13      | 1    | Умаглеси лига | 3     | 32 | 19 | 7  | 6  | 57 | 30 | +27 | 64*  | 1/4 финала   |       |
| 2013/14      | 1    | Умаглеси лига | 7     | 32 | 14 | 6  | 12 | 43 | 44 | -1  | 48*  | 1/4 финала   |       |
| 2014/15      | 1    | Умаглеси лига | 8     | 30 | 10 | 11 | 9  | 39 | 33 | +6  | 41   | 1/4 финала   |       |
| 2015/16      | 1    | Умаглеси лига | 6     | 30 | 14 | 6  | 10 | 50 | 42 | +8  | 48   | 1/4 финала   |       |
| 2016 (осень) | 1    | Умаглеси лига | 6*    | 12 | 4  | 3  | 5  | 16 | 12 | +4  | 15   | Победитель   |       |
| 2017         | 1    | Эровнули лига | 1     | 36 | 23 | 7  | 6  | 59 | 27 | +32 | 76   | Финалист     |       |
| 2018         | 1    | Эровнули лига | 3     | 36 | 20 | 9  | 7  | 66 | 25 | +41 | 69   | Победитель   |       |

* Показатели группового турнира в Белой группе. Команда заняла третье место в группе в вышла в «бронзовый» плей-офф, в котором участвовали команды, занявшие 2-3 места в обоих группах чемпионата. Торпедо проиграло в первом раунде плей-офф.
Вторая команда клуба «Торпедо-2» играла в сезоне-1999/2000 в Первой лиге, в 2016 году — во Второй лиге, также принимала участие в розыгрышах Кубка Грузии в сезонах 1990, 1997/98, 1998/99, 2017, 2018, 2019.

## Выступления в еврокубках
| Сезон   | Турнир                | Раунд                   | Соперник      | Дома | В гостях | Общий счёт |  |
| ------- | --------------------- | ----------------------- | ------------- | ---- | -------- | ---------- |  |
| 1998    | Кубок Интертото       | Первый раунд            | Эребуни       | 6:0  | 1:1      | 7:1        |  |
| 1998    | Кубок Интертото       | Второй раунд            | Ломмель       | 1:2  | 1:0      | 2:2(г)     |  |
| 1999/00 | Кубок УЕФА            | Предварительный раунд   | Лантана       | 4:2  | 5:0      | 9:2        |  |
| 1999/00 | Кубок УЕФА            | Первый раунд            | АЕК Афины     | 0:1  | 1:6      | 1:7        |  |
| 2000/01 | Лига чемпионов УЕФА   | Второй отборочный раунд | Црвена Звезда | 2:0  | 0:4      | 2:4        |  |
| 2001/02 | Лига чемпионов УЕФА   | Первый отборочный раунд | Линфилд       | 1:0  | 0:0      | 1:0        |  |
| 2001/02 | Лига чемпионов УЕФА   | Второй отборочный раунд | Копенгаген    | 1:1  | 1:3      | 2:4        |  |
| 2002/03 | Лига чемпионов УЕФА   | Первый отборочный раунд | Б36 Торсхавн  | 5:2  | 1:0      | 6:2        |  |
| 2002/03 | Лига чемпионов УЕФА   | Второй отборочный раунд | Спарта Прага  | 1:2  | 0:3      | 1:5        |  |
| 2003/04 | Кубок УЕФА            | Предварительный раунд   | Ланс          | 0:2  | 0:3      | 0:5        |  |
| 2005/06 | Кубок УЕФА            | Первый отборочный раунд | БАТЭ Борисов  | 0:1  | 0:5      | 0:6        |  |
| 2012/13 | Лига Европы УЕФА      | Первый отборочный раунд | Актобе        | 1:1  | 0:1      | 1:2        |  |
| 2013/14 | Лига Европы УЕФА      | Первый отборочный раунд | Жилина        | 0:3  | 3:3      | 3:6        |  |
| 2017/18 | Лига Европы УЕФА      | Первый отборочный раунд | Тренчин       | 0:3  | 1:5      | 1:8        |  |
| 2018/19 | Лига чемпионов УЕФА   | Первый отборочный раунд | Шериф         | 2:1  | 0:3      | 2:4        |  |
| 2018/19 | Лига Европы УЕФА      | Второй отборочный раунд | Викингур      | 3:0  | 4:0      | 7:0        |  |
| 2018/19 | Лига Европы УЕФА      | Третий отборочный раунд | Кукеси        | 5:2  | 0:2      | 5:4        |  |
| 2018/19 | Лига Европы УЕФА      | Плей-офф раунд          | Лудогорец     | 0:1  | 0:4      | 0:5        |  |
| 2019/20 | Лига Европы УЕФА      | Первый отборочный раунд | Ордабасы      | 0:2  | 0:1      | 0:3        |  |
| 2023/24 | Лига конференций УЕФА | Первый отборочный раунд | Актобе        | 1:4  | 2:1      | 3:5        |  |

## Главные тренеры
- Салдадзе, Леван Иосифович — 1955
- Чумбуридзе, Георгий Окропирович — 1957
- Жордания, Андрей Дмитриевич — 1958, по июнь
- Квариани, Зураб Давидович — 1958, с июля
- Антадзе, Георгий Самсонович — 1959, по июнь
- Салдадзе, Леван Иосифович — 1960—1961
- Жордания, Андрей Дмитриевич — 1962
- Лобжанидзе, Илья Окропирович — 1963
- Жордания, Андрей Дмитриевич — 1964 — май 1965
- Блинков, Всеволод Константинович — 1965, с июня
- Норакидзе, Анатолий Леванович — 1966—1968
- Блинков, Всеволод Константинович — 1969
- Котрикадзе, Александр Парменович — 1970
- Салдадзе, Леван Иосифович — 1971, по июнь
- Сордия, Гарри Миронович — 1971—1972
- Блинков, Всеволод Константинович — 1972
- Норакидзе, Анатолий Леванович — 1973—1977
- Дзодзуашвили, Реваз Михайлович — 1978
- Норакидзе, Анатолий Леванович — 1979—1980
- Цивцивадзе, Мурад Иванович — 1981
- Нодия, Гиви Георгиевич — 1982
- Норакидзе, Анатолий Леванович — 1983
- Нодия, Гиви Георгиевич — 1984—1986
- Дзодзуашвили, Реваз Михайлович — 1987—1989
- ? — 1990—1993
- Буркадзе, Реваз Шалвович — сентябрь 1993 — март 1996
- Херхадзе, Джемал Ноевич — апрель — июнь 1996
- Пруидзе, Самсон — июль 1996 — сентябрь 1997
- Кутивадзе, Сергей Иванович — сентябрь — ноябрь 1997
- Пруидзе, Самсон — 1998, по август
- Херхадзе, Джемал Ноевич — сентябрь 1998 — июнь 1999
- Кипиани, Давид Давидович — июль 1999—2000
- Дзодзуашвили, Реваз Михайлович — январь 2001 — май 2002
- Штелин, Александр Александрович — июль 2002 — июнь 2003
- Пруидзе, Самсон — июль 2003 — июнь 2004
- Габелия, Отар Амвросиевич — февраль 2004 — июнь 2005
- Дзодзуашвили, Реваз Михайлович — июль 2005—2006
- Джанашия, Давид Теймуразович — 2007, с мая
- ? — 2007—2010
- Мумладзе, Нестор-Рамаз Автандилович — июль — сентябрь 2010
- Гигатадзе, Гия Александрович — ноябрь 2010 — июнь 2011
- Гегучадзе, Гия — октябрь 2011 — май 2013
- Сарагоса, Жерар[англ.] — 2013, с июня
- Дзодзуашвили, Реваз Михайлович — 2014
- Дараселия, Георгий Борисович — 2015
- Штелин, Александр Александрович — октябрь 2015 — апрель 2016
- Жоржикашвили, Коба — апрель — сентябрь 2016
- Чхетиани, Кахабер — сентябрь 2016—2019
- Ашветия, Михаил Александрович — 2020 — апрель 2021